# Saab 340 AEW&C
Saab 340 AEW&C — шведский самолёт дальнего радиолокационного обнаружения и управления (AEW&C); вариант самолёта Saab 340 получил обозначение S 100B Argus в ВВС Швеции.

## Радар
По сравнению с традиционным круговым радаром на самолётах ДРЛО, таких как E-3 Sentry, Saab 340 имеет неподвижный радар PS-890 AESA, выполненный с системой Erieye, которая обеспечивает меньшее сопротивление, но имеет мёртвую зону непосредственно позади и перед самолётом, обладая зоной обзора 120 градусов по обеим сторонам планера. Установленный радар способен отслеживать корабли, самолёты и ракеты на расстоянии до 300—400 км на высоте 6 км.

## История эксплуатации
Шесть самолётов S 100B Argus были произведены для ВВС Швеции, четыре из которых постоянно оснащены радаром раннего предупреждения Erieye с активной электронно-сканирующей решеткой (AESA), а два приспособлены для транспортных задач в мирное время.
Два модифицированных самолёта были переданы в аренду Греции перед поставкой систем EMB-145 Erieye, которая началась в 2003 году.
В июле 2006 года компания Saab получила контракт на модернизацию двух самолётов S 100B ВВС Швеции для разведки и использования в многонациональных операциях. Модернизированные самолёты Saab 340 AEW-300 планируется ввести в эксплуатацию к 2009 году.
В ноябре 2007 года Таиланд объявил о намерении купить у ВВС Швеции два самолёта S 100B AEW.
29 мая 2024 года Министерство обороны Швеции объявило, что два самолёта воздушного наблюдения и управления (ASC 890) будут отправлены Украине в качестве военной помощи. Эти самолёты должны существенно усилить возможности Вооруженных сил Украины по противовоздушной и противоракетной обороне, поскольку радиус их радаров существенно больше, чем у передаваемых Украине F-16 A/B Block 20 MLU и остальных истребителях в их ВВС. ASC 890 они могут выдавать истребителям целеуказание и подсвечивать цель, позволяя F-16 поражать цели с безопасного расстояния.
В июне 2025 года один из самолётов Saab 340 AEW&C (ASC 890) уже прибыл в Украину и, по сообщениям, совершил испытательный полёт над Львовской областью.

## Технические характеристики (Saab 340 AEW&C)
Общие характеристики
- Экипаж: 6
- Длина: 20,57 м (67 футов 6 дюймов)
- Размах крыла: 21,44 м (70 футов 4 дюйма)
- Высота: 6,97 м (22 фута 10 дюймов)
- Пустой вес: 10 300 кг (22 707 фунтов)
- Полная масса: 13 155 кг (29 000 фунтов)
- Силовая установка: 2 × General Electric CT7-9B по 1390 кВт (1870 л. с.) каждая

Производительность
- Выносливость: 5+ часов
- Практический потолок: 7620 м (25000 футов)